# Pasmo Posłowickie

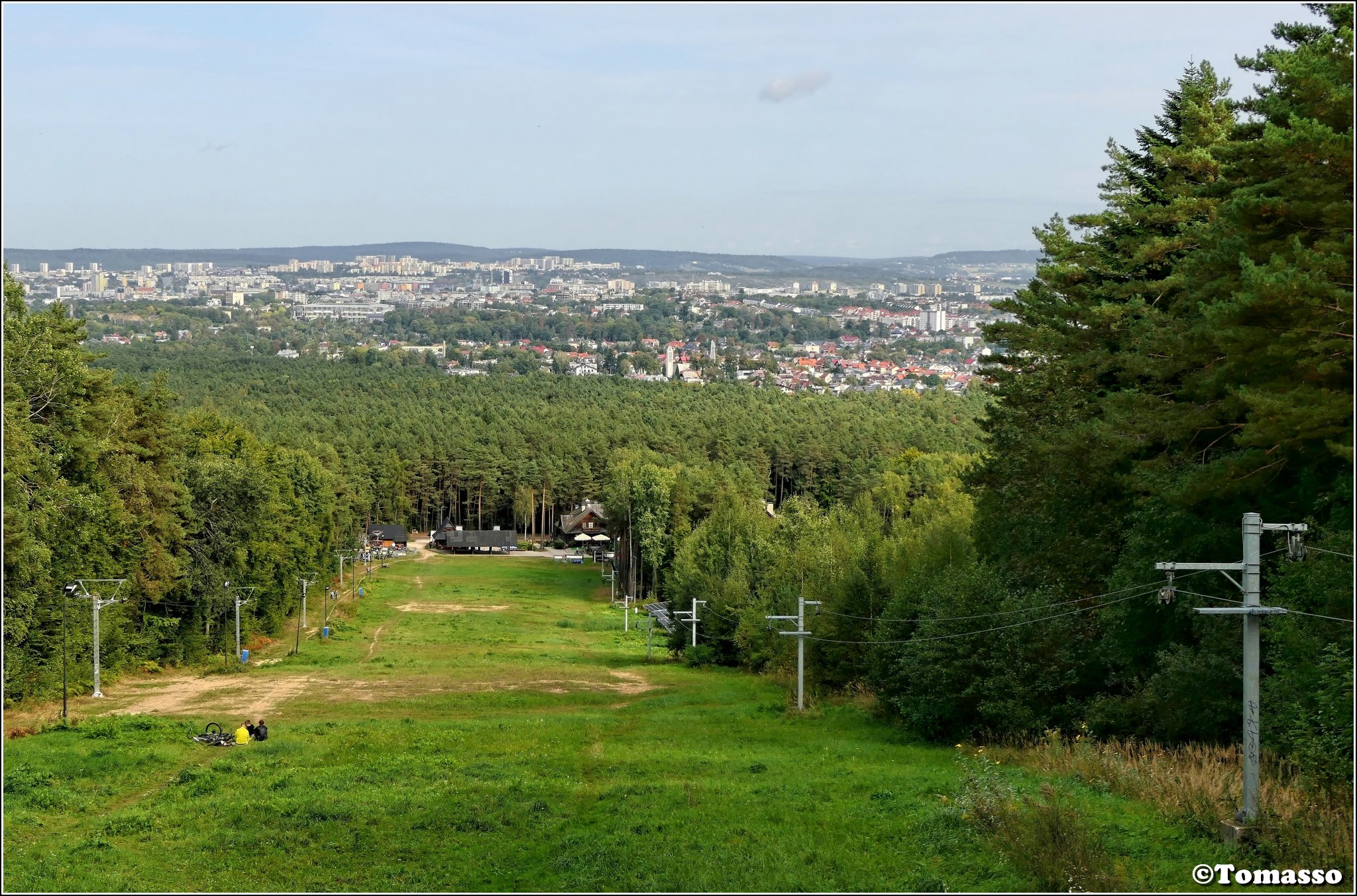
Widok znad stoku narciarskiego na Paśmie Posłowickim na Kielce.

Pasmo Posłowickie – pasmo Gór Świętokrzyskich. Położone na południu Kielc w granicach administracyjnych miasta należy do Chęcińsko-Kieleckiego Parku Krajobrazowego. Rozciąga się od doliny Bobrzy na zachodzie, aż do Pasma Dymińskiego na wschodzie. Pokryte jest lasami bukowo-jodłowymi.
Na zboczu góry Pierścienicy znajduje się licząca 500 metrów narciarska trasa zjazdowa z różnicą poziomów 58 m, wyposażona w podwójny wyciąg orczykowy o przepustowości 1000 osób na godzinę i sztuczne oświetlenie. Koło początku trasy znajdowała się zburzona w 2006 roku skocznia narciarska o punkcie konstrukcyjnym K-60. U podnóża Kamiennej Góry znajduje się rezerwat przyrody nieożywionej Biesak-Białogon.
Przez niektóre ze szczytów pasma prowadzi  niebieski szlak turystyczny z Chęcin do Łagowa oraz  żółty szlak spacerowy wokół Kielc.

## Szczyty
- Biesak – 381 m n.p.m.
- Pierścienica – 367 m n.p.m.
- Bugalanka – 366 m n.p.m.
- Ekierka - 352 m n.p.m.
- Ostra – 350 m n.p.m.
- Góra Orla – 340,4 m n.p.m.
- Wielka - 338 m n.p.m.
- Kamienna Góra – 321 m n.p.m.
- Góra Kolejowa – 287 m n.p.m.
- Góra Wszelakiego – 262,3 m n.p.m.